# Gorna Studena, Veliko Tărnovo
Gorna Studena (în bulgară Горна Студена) este un sat în comuna Sviștov, regiunea Veliko Tărnovo,  Bulgaria. 

## Demografie
Componența etnică a satului Gorna Studena
     Romi (1,07%)
     Bulgari (96,11%)
     Nicio identificare (1,94%)
     Altele (0,86%)
La recensământul din 2011, populația satului Gorna Studena era de 463 locuitori. Din punct de vedere etnic, majoritatea locuitorilor (96,11%) erau bulgari, cu o minoritate de romi (1,07%). Pentru 1,94% din locuitori nu este cunoscută apartenența etnică.